# Første slag om Gaza
Det første slag om Gaza blev udkæmpet den 26. marts 1917 under den Egyptiske Ekspeditionsstyrkes første forsøg på at invadere det sydlige Palæstina i det Osmanniske Rige under Sinai og Palæstina-felttoget i 1. verdenskrig.
Slaget fandt sted i og omkring byen Gaza ved Middelhavets kyst, da infanteri og beredne styrker fra Ørkenkolonnen, som var en del af den Østlige Styrke, angreb byen. Sent på eftermiddagen, på nippet til at erobre byen, blev Ørkenkolonnen trukket tilbage på grund af bekymringer om det tilstundende aftenmørke og store osmanniske forstærkninger. Det britiske nederlag blev nogle uger senere fulgt af et endnu klarere nederlag til den Østlige styrke i det Andet slag om Gaza i april 1917.
I august 1916 betød den egyptiske ekspeditionsstyrkes sejr i slaget ved Romani en ende på muligheden for et landangreb på Suez-kanalen, som tidligere havde truet under angrebet på Suez-kanalen i februar 1915. I december 1916 betød den nyligt formerede Ørkenkolonnes sejr i slaget ved Magdhaba at de allierde kunne sikre sig middelhavshavnen al-Arish og forsyningsruten, vandledningen og jernbanen, som strakte sig østpå over Sinaihalvøen. I januar afsluttede sejren i slaget ved Rafah erobringen af Sinaihalvøen og bragte den Egyptiske Ekspeditionsstyrke ganske tæt på Gaza.
To måneder senere i marts blev Gaza angrebet af den Østlige styrkes infanteri i form af 52. division forstærket med en infanteribrigade. Dette angreb blev beskyttet mod truslen om osmanniske forstærkninger af den beredne Anzac-division og en kavaleriskærm fra Imperial Mounted Division. Infanteriets angreb fra syd og sydøst mod den osmanniske garnison i og omkring Gaza blev imødegået kraftigt. Mens Imperial Mounted Division fortsatte med at holde osmanniske forstærkninger på afstand angreb den beredne Anzac-division Gaza nordfra. Det lykkedes den at komme ind i byen nordfra, mens et koordineret angreb med infanteri og beredne tropper angreb og erobrede Ali Muntar. Da det var langt hen på dagen, forsvarede de osmanniske styrker sig indædt, og der var en stadig trussel fra de store osmanniske forstærkninger, som nærmede sig fra nord og nordøst, hvorfor den Østlige styrke besluttede sig for at trække sig tilbage. Det er blevet hævdet, at denne beslutning vendte sejr til nederlag.

## Baggrund
Da de allieredes operationer i Mellemøsten var af sekundær betydning i forhold til Vestfronten, blev de forstærkninger, som blev anfordret af general Sir Archibald Murray, lederen af den egyptiske ekspeditionsstyrke, ikke bevilget. Den 11. januar 1917 meddelte krigskabinettet desuden Murrey, at storstilede operationer i Palæstina måtte vente til september. Han blev meddelt af feltmarskal William Robertson, chefen for imperiegeneralstaben, at han skulle være klar til at afsende to infanteridivisioner til Frankrig. En uge senere fik Murray anmodning om at sende den første infanteridivision afsted og afsendte 42. division. Han fik forsikring om, at ingen af hans beredne enheder ville blive overført fra ekspeditionsstyrken og fik at vide, "at det ikke var hensigten at begrænse de aktiviteter, som han mente berettigede med hans ressourcer." Murray gentog sit estimat om, at fem infanteridivisioner, udover de beredne enheder, var nødvendige for at kunne udføre offensive operationer.
Da en britisk-fransk kongres ved Calais besluttede at gennemføre en forårsoffensiv efter den 26. februar, fik Murray stærk opbakning. Beslutningen i Calais gav et ekstra skub i retning af "allieret aktivitet" den 8. marts, da den russiske revolution brød ud. Den 11. marts blev Bagdad i Mesopotamien besat af britiske styrker, og en offensiv i Makedonien blev indledt. I april blev slaget ved Arras indledt af briterne, og franskmændene indledte Nivelle-offensiven. Storbritanniens tre store krigsmål var at fastholde herredømmet til søs i Middelhavet, samtidig med at magtbalancen blev opretholdt i Europa, og der blev skabt sikkerhed i Egypten, Indien og den Persiske Bugt. Det sidste kunne sikres ved en fremrykning ind i Palæstina og erobring af Jerusalem. En yderligere fremrykning ville i sidste ende afskære det Osmanniske Riges styrker i Mesopotamien fra dem på den Arabiske Halvø og sikre regionen.
Den 5. februar var vandledningen fra den egyptiske ferskvandskanal, som indeholdt vand fra Nilen, nået til al-Arish, mens jernbanen var nået et godt stykke øst for byen. Bygningen af denne infrastruktur gjorde det muligt at opbygge en stærk forsvarsstilling og en fremskudt base ved al-Arish. Der var nu to mulige retninger en fremrykning til Jerusalem kunne følge: enten gennem Rafah ved kysten eller inde i landet gennem Hafir El Auja langs den osmanniske jernbane. Generalløjtnant Charles Macpherson Dobell, som ledede den Østlige styrke, mente, at en fremrykning langs kysten ville tvinge den osmanniske hær til at trække sig tilbage inde i landet, da de blev omgået og kunne udsættes for angreb i flanken eller bagfra fra ekspeditionsstyrken. Han foreslog, at man beholdte de to divisioner ved al-Arish og flyttede hovedkvarteret dertil, mens hans beredne division rykkede frem for at besætte Rafah (der blev erobret af Ørkenkolonnen den 9. januar under slaget ved Rafah).
Da krigskabinettets beslutning den 11. januar blev omgjort den 26. februar, skulle ekspeditionsstyrken nu erobre Gaza som et første skridt med henblik på at erobre Jerusalem. Byen var en af de ældste byer i verden, da den var en af de fem byer i den palæstinensiske alliance, som der var blevet kæmpet om mange gange i løbet af dens 4.000-årige historie. I 1917 havde Gaza et vigtigt kornlager med en tysk dampmølle. I området blev der dyrket byg, hvede, oliven, vin, appelsiner og træ til brændsel, og der var græsning for mange geder. Byg blev eksporteret til England, hvor det blev til øl. Majs, hirse, bønner og vandmeloner blev dyrket i de fleste af de omgivende lokaliteter og høstet i det tidlige efterår.

### Reorganisering af beredne enheder
Det var nødvendigt at holde en pause i ekspeditionsstyrkens fremrykning, for at forsyningslinjerne kunne blive forlænget og styrket. Mens dette foregik, blev de beredne brigader reorganiseret til to beredne divisioner. Dette blev udløst af ankomsten af 6. beredne brigade og 22. beredne brigade fra den makedonske front. I stedet for placere de to brigader i en ny bereden division blev 2. lette beredne brigade overført fra den beredne Anzac-division til den nye division og erstattet med 22. beredne brigade. Imperial Mounted Division, som var blevet oprettet den 12. februar 1917 ved Ferry Post ved Suez-kanalen under kommando af generalmajor Henry West Hodgson, kom til at bestå af 3. lette beredne brigade og 4. lette beredne brigade (som var ved at blive oprettet ved Ferry Post og var ved at blive klargjort til afgang til fronten den 18. marts) sammen med 5. og 6. beredne brigade. Indenfor Dobells Østlige styrke havde general Philip Chetwode kommandoen over Ørkenkolonnen, som bestod af den beredne Anzac-division, den delvist dannet Imperial Mounted Division og 53. infanteridivision. Efter at 42. infanteridivision var taget afsted til Vestfronten, bestod Dobells Østlige styrke af fire infanteridivisioner: 52., 53., 54. og 74. division, som nyligt var blevet dannet ved at omdanne beredne regimenter til infanteribataljoner.

### Ekspeditionsstyrkens angreb mod Khan Yunis
Dobell mente, at sejren ved Rafah skulle udnyttes hurtigt ved at angribe Gaza; "et hurtigt overraskelsesangreb var afgørende ... ellers, var det opfattelsen i vide kredse, ville fjende trække sig tilbage uden kamp." Han gav ordre til, at Rafah skulle besættes af beredne tropper, mens to infanteridivisioner fra den Østlige styrke skulle blive i al-Arish og forsvare hans hovedkvarter.
Den 23. februar slog den beredne Anzac-division og 53. division, under generalmajor S.F. Mott, lejr på stranden ved Sheikh Zowaiid. Her fik de selskab af 22. beredne brigade, som erstattede 5. beredne brigade, som vendte tilbage til El Burj. Den dag gennemførte den beredne newzealandske riffelbrigade og 2. lette beredne brigade under Edward Chaytor en storstilet rekognoscering til Khan Yunis, otte km forbi Rafah. Khan Yunis var kraftigt forsvaret, og Chaytors kolonne trak sig derfor tilbage efter en træfning med fjenden. Det viste sig, at byen var en del af en linje af stærke forsvarsposter, som den osmmaniske hær havde opbygget til at forsvare det sydlige Palæstina. Linjen blev kendt som Hans Yonus-El Hafir-linjen, og disse poster bestod af velkonstruerede skyttegrave. De lå ved Shellal, som var særlig stærkt forsvaret, ved Weli Sheikh Nuran, ved Beersheba og ved Khan Yunis.
Som en konsekvens af rekognosceringen ved Khan Yunis og ekspeditionsstyrkens voksende styrke i området, erkendte de osmanniske garnisoner i området, at linjen trods alt var for svag til at kunne forsvares med held. I februar trak Enver Pasha, Friedrich Freiherr Kress von Kressenstein og Cemal Pasha styrkerne tilbage fra linjen 22 km nordpå. Her etablerede de langt større stillinger foran Gaza for at stoppe de allieredes fremrykning langs kysten. Denne tilbagetrækning var afsluttet i midten af marts, da den 4. osmanniske armé var i stilling. Den nye forsvarslinje strakte sig mod nord og nordøst fra Gaza på nordsiden af Wadi Ghuzzee til Tel esh Sheria, hvor den palæstinensiske jernbane krydsede Wadi esh Sheria.
Den 28. februar besatte Chetwodes Ørkenkolonne Khan Yunis uden at møde modstand, og kolonnens hovedkvarter blev opslået ved Sheikh Zowaiid, mens den Østlige styrkes hovedkvarter forblev ved al-Arish. Den antikke by Khan Yunis på hovedvejen til Gaza skulle angiveligt have været Dalilas fødested. Med bazarer, snævre gader og en borg var den en af adskillige landsbyer i dette frugtbare område i det sydlige Palæstina ti km nord for Rafah og den egyptisk-osmanniske grænse. Her lå den største og dybeste brønd i området, og efter at ingeniører havde installeret en pumpe, gav den ubegrænsede mængder af vand til både mænd og heste. Landsbyen blev hurtigt et fremskudt sted for forsyningsdepoter og bivuaker. Omkring Khan Yunis blev haver, appelsinlunde, figenplantager og græsland passet af den lokale befolkning, mens der i Rafah og Sheikh Zowaiid blev dyrket bøg og hvede.
 Området hinsides grænsen ... var "vidunderligt land, kultiveret til perfektion og afgrøderne så lige så godt ud, hvis ikke bedre, end de fleste engelske gårde, fortrinsvis med byg og hvede. Landsbyerne var meget kønne – en masse appelsiner, figner og angre frugttræer ... Lettelsen over at se et sådant landskab efter kilometer efter kilometer af bart sand var værd fem år af ens liv."

 — Løjtnant Robert Wilson

### Ekspeditionsstyrkens luftbombardement
En række bombeangreb mod jernbanen fra Junction Station til Tel el Sheria havde til formål at afbryde de osmanniske kommunikationslinjer under opbygningen før slaget. No. 1 og no. 14 eskadrille fra Australian Flying Corps bombarderede Beersheba i midten af februar og ødelagde tre tyske fly. Den 25. februar bistod de et fransk slagskib, som beskød Jaffa ved at dirigere skibets ild. Den samme dag blev den tyske flyveplads ved Ramla bombet. Den 5. marts gennemførte seks fly fra Royal Flying Corps (RFC) et bombeangreb, som skulle forstyrre den osmanniske tilbagetrækning fra Khan Yunis-linjen. De bombarderede Beersheba og den palæstinensiske jernbane ved Tel esh Sheria 19 mod nordvest. Selv om skaderne ikke var store, fortsatte angrebene med bomber mod jernbanen ved Tel esh Sheria i månelyset den 7. marts i bølger af fly. Junction Station og forsyningsdepot, en vigtig krydsning på jernbanen i det sydlige Palæstina langt mod nord, blev også bombet den 9., 13. og 19. marts.

## Optakt

### Forsvarende styrke
Britiske estimater af antallet af osmanniske styrker i regionen i begyndelsen af 1917 var på højest 12.000 med mulighed for at få forstærkninger i en størrelsesorden af en division.
I begyndelsen af marts havde Gaza en garnison på to bataljoner med støtte fra to batterier osmannisk feltartilleri. "Tiller-gruppe"-garnisonen fra den 4. osmanniske armé blev senere forøget til syd bataljoner. Gruppen bestod af de osmanniske 79. og 125. infanteriregimenter, 2. bataljon af 81. infanteriregiment, en eskadron kavaleri og et kamelkompagni.
Yderligere forstærkninger på 10.000 til 12.000 soldater blev rekvireret af Kress von Kressenstein som følge af rapporter fra 300. flyverafdelings rapporter om ekspeditionsstyrkens fremrykning mod Gaza. Disse forstærkninger, som bestod af 3. infanteridivision (31. og 32. regiment) fra al-Jammama og 16. division (47. og 48. regiment fra Tel esh Sheria) ankom inden den Østlige styrkes angreb. De blev støttet af 12 tunge morterer i to østrigske batterier, to ti cm lange kanoner i et tysk batteri fra Pasha I-styrken og to osmanniske feltartilleribatterier.
Hertil kom at den 53. osmanniske infanteridivision, som havde ligget i garnison ved Jaffa, fik ordre til at rykke sydpå til Gaza, men blev først forventet fremme om morgenen den 27. marts. Kress von Kressenstein, lederen af de osmanniske styrker, flyttede sit hovedkvarter fra Beersheba til Tel esh Sheria, hvor det blev indtil juni.
Den 20. marts anså briterne den osmanniske armé, som forsvarede Gaza og kontrollerede kystruten fra Egypten til Jaffa, for at blive "stadig svækket". Det forlød endda, at Kress von Kressenstein klagede over "svære tab" som følge af deserteringer, og mellem ekspeditionsstyrkens sejr ved Rafah i begyndelsen af januar og slutningen af februar havde 70 desertører ankommet til ekspeditionsstyrkens linjer. Det mentes, at disse kun udgjorde en meget lille andel af det flertal af især arabere og syrere, som forsvandt fra den osmanniske armé "ud i byer og landsbyer i Palæstina og Transjordan." Ekspeditionsstyrken kendte ikke til de nylige osmanniske forstærkninger og troede at garnisonen ved Gaza var på 2.000 mand. Lige før slaget var der imidlertid formentlig næsten 4.000 kamptropper i byen og op til 50 kanoner i omegnen, mens en styrke på 2.000 kamptropper garnisonerede Beersheba.

#### Den osmanniske hærs forsvarsstillinger
Mellem Rafah og Gaza, øst for sandklitterne ved kysten, rejste der sig et blødt følgende plateau med let, fast jord ind i landet krydset af adskillige tørre wadier, som blev til store floder i regntiden. Om foråret, efter vinteregnen, var området dækket af unge afgrøder eller friskt græs. I årtusinder havde Gaza været porten for invasionshære, der fulgte kystruten til eller fra Egypten og Levanten. Byen og det frugtbare område omkring den favoriserede forsvar kraftigt. Gaza lå på et 60 meter højt plateau, som ligger omkring tre km fra Middelhavet med sandklitter mod vest. Mod nord, vest og syd ligger der frugthaver omgivet af uigennemtrængelige stikkende pæretræshække, som strækker sig fem-seks km fra byen. Med undtagelse af højderyggen, som strækker sig mod syd og når sit dominerende højdepunkt i den 90 meter høje Ali Muntar, strakte området sig fra plateauet ned i en hulning.
Udover disse naturlige forsvarsværker byggede den osmanniske hær skyttegrave og skanser, som strakte sig fra sydvest for byen næsten hele vejen rundt om den, bortset fra et hul mod nordøst. Undervejs inddrog de Ali Muntar i byens forskansninger ved at bygge yderligere stillinger på højderyggen syd for byen. Selv om skyttegravene kun var let forstærkede med pigtråd, lå de der var syd for byen med overblik over bare skråninger, som var fuldstændig uden dækning.

#### Forsvarsplan
Som følge af ekspeditionsstyrkens fremrykning til Rafah og forlængelsen af deres kommunikationslinjer langs kysten, blev angreb i flanken en voksende trussel. Dette skyldtes, at de osmanniske forbindelseslinjer længere inde i landet overlappede ekspeditionsstyrkens fremrykning langs kysten, og det blev en vigtig opgave at placere stærke garnisoner i regionen. Ekspeditionsstyrkens højre flanke kom ikke til at bestå af forberedte stillinger og var potentielt sårbare overfor at blive omgået.
Kress von Kressenstein placerede derfor det meste af sin forsvarsstyrke væk fra Gaza for at kunne angribe ekspeditionsstyrkens forsyningslinjer. Den britiske efterretningstjeneste troede ikke, at forsvarerne ville kæmpe hårdt for at beholde Gaza, for Kress von Kressensteins plan gik ud på at bruge 3. og 16. infanteridivision til at omringe den angribende styrke og afskære Sinaijernbanen og vandledningen bag ekspeditionsstyrken. 12.000 af de i alt 16.000 osmanniske soldater i området var nu på vej vest på for at være i stilling til at indlede et angreb i aftenskumringen den dag, hvor slaget blev udkæmpet.
Den osmanniske hovedstyrke på mellem 2½ og 3 divisioner - mellem 6.000 og 16.000 kampsoldater - lå ved Tel el Negile og Huj med mindre enheder ved Tel esh Sheria, Jemmameh, Hareira, Beersheba og Gaza for at forhindre ekspeditionsstyrken i at omgå Gaza. Ekspeditionsstyrkens bagområde skulle angribes af den 16. osmanniske division på et sted, hvor vejen fra Khan Yunis til Gaza krydsede Wadi Ghuzze, og af Beersheba-styrken, som skulle rykke frem via Shellal og angribe Khan Yunis.

### Angrebsstyrken
Angrebsstyrken bestod af 12.000 infanteri- og 11.000 beredne tropper støttet af mellem 36 og 96 feltkanoner og haubitser. De beredne enheder skulle stoppe osmanniske forstærkninger fra Tel el Sheria, Jemmameh, Hareira, Negile, Huj og Beersheba fra at nå frem til Gaza mens infanteriet erobrede byen.
Ved angrebet indsatte Dobell den Østlige styrke således:
Ørkenkolonnen blev anført af Chetwode
53. division (generalmajor A.G. Dallas)
158. (North Wales) Brigade
159. (Cheshire) Brigade
160. (Welsh Border) Brigade
53. divisions artilleri (3 Brigader RFA 12 18–punds=24 kanoner) 4 i hvert batteri = 16 guns; 4 X 4,5-tommers haubits = 8 haubits
Beredne Anzac division (generalmajor Harry Chauvel) (ude 1. lette beredne brigade)
2. lette beredne brigade
Newzealandske beredne riffelbrigade
22. beredne brigade
Anzac beredne divisions 4 batterier Royal Horse Artillery (RHA) af 4 X 18–punds = 16 kanoner
Imperial Mounted Division (generalmajor Henry West Hodgson) (4. lette beredne brigade endnu ikke blevet dannet)
3. lette beredne brigade
5. beredne brigade
6. beredne brigade
Imperial Mounted Division 4 batterier RHA af 4 X 18–punds = 16 kanoner
No. 7 Light Car Patrol
Nos. 11 og 12 Armoured Motor Batteries.
Moneys enhed (oberstløjtnant N. Money)
2/4th West Kent bataljon (160. brigade, 53. Division)
Gloucester Husarregiment (5. beredne brigade, Imperial Mounted Division)
to 60-punds 15. tunge batteri.
Enheder i den Østlige styrke under direkte ledelse af Dobell, som blev ved Rafah, skulle beskytte kommunikationslinjerne, Wadi el Arish-overgangen og Khan Yunis fra et angreb mod højre flanke. Denne styrke bestod af 8.000 mand:
52. Division (generalmajor W.E.B. Smith)
155. (South Scottish) Brigade
156. (Scottish Rifles) Brigade
157. (Highland Light Infantry) Brigade
Ligeledes under direkte kommando af Dobell var
54. Division (generalmajor S.W. Hare) (undtagen en brigade i Suez-kanal forsvaret)
161. (Essex) Brigade
162. (East Midland) Brigade
163. (Norfolk & Suffolk) Brigade
54. Division (3 Brigades RFA 12 18–punds=24 kanoner) 4 i hvert batteri = 16 kanoner; 4 X 4,5-tommer haubits = 8 haubits
74. (Yeomanry)-division
229. Brigade
Imperial Camel Corps Brigade (brigadegeneral S. Smith)
1. (australske) bataljon
2. (britiske) bataljon
3. (australske) bataljon
4. (australske og newzealandske) bataljon
Imperial Camel Brigade's 1 kamel Pack batteri af 6 X 2.75-inch = 6 kanoner
5. luftenhed Royal Flying Corps
No. 14 eskadrille Royal Flying Corps
No. 1 eskadrille Australian Flying Corps
Arme tropper (3 batterier af 4 X 60–punds = 12 kanoner) kun en sektion = 6 kanoner.
Kommandokæden under det første slag om Gaza var:
1. Murrays fremskudte hovedkvarter for ekspeditionsstyrken ved al-Arish, uden reserver. Dets rolle var kun at rådgive,
2. Dobells Østlige styrkes hovedkvarter nær In Seirat ledede tre infanteridivisioner, to beredne divisioner og en kamelbrigade. Denne styrke svarede til en armé med to korps, men havde kun en stab, som var mindre end den til et korps på Vestfronten,
3. Chetwodes Ørkenkolonnes hovedkvarter lå også nær In Seirat og ledede hvad der svarer til et korps med stab svarende til den for en infanteridivision.[56]

#### Kommunikationslinjer
Den osmanniske tilbagetrækning fra Khan Yunis og Shellal skabte tilstrækkelig afstand mellem de to styrker til at nødvendiggøre en pause i fremrykningen, mens jernbanen blev forlænget til Rafah. I slutningen af februar 1917 var der blevet lagt 620 km spor, 325 km metaliserede veje, 138 km tråd- eller kvasveje og 480 km vandledning. Royal Navy påtog sig at landsætte forsyninger på stranden ved Deir el Belah, så snart de behøvedes og indtil jernbanen nåede til Wadi Ghazzee.
Den 1. marts var jernbanen nået til Sheikh Zowaiid, der er 48 km fra Gaza, og i midten af måneden var jernbanen nået til Rafa, der er 19 km fra Deir el Belah. Selv om jernbanestationen i Rafah åbnede den 21. marts, "var (den) ikke klar til at modtage forsyninger" før efter slaget. Jernbanen nåede til sidst til Khan Yunis. Da jernbanen nåede til Rafah, kom Gaza imidlertid indenfor rækkevidde for et angreb med beredne tropper og infanteri.

#### Transport
Med mere solidt underland blev gåhjulene taget af kanonerne og deres spand på otte eller ti heste blev reduceret til seks. Det blev også muligt at bruge hjulkøretøjer, og i januar accepterede krigsministeriet, at infanteridivisioner blev udstyret med køretøjer til transport. Disse skulle erstatte kameltransport under forudsætning af, at man kunne finde kuske lokalt, da det ikke var muligt at overføre folk fra andre fronter. Selv om kameltransport fortsatte med at spille en vigtig rolle i resten af krigen sammen med pakæsler og muldyr, hvor vejene var dårlige og i de uvejsomme bjerge, hvor hestetrukne eller æseltrukne vogne, lastbiler og traktorer ikke kunne færdes, begyndte de at blive udskiftet. Fragtvogne og lavetter trukket af heste eller æsler blev samlet i forsyningskolonner med regimenternes vogne, maskingevær, eskadroner og feltambulancer og kørte på lettere, men knap så direkte ruter. Alle disse dyr behøvede dog store mængder foder og vand, som kraftigt øgede presset på kommunikationslinjerne. Selv om man under fremrykningen gennem Sinai konstaterede, at heste klarede sig bedre ved at blive vandet to gange i stedet for tre gange om dagen, forblev mængden den samme.
At forsyne infanteriet og de beredne divisioner var en enorm opgave, da en brigade (og der var seks involveret i angrebet på Gaza) af let beredne styrker i krigstid bestod af omkring 2.000 mand foruden en infanteridivision. Alle behøvede mad og vand, beklædning, ammunition og redskaber m.v.
Transport blev organiseret i en kombination af heste- og muldyrtrukne forsyningskolonner og kamelkaravaner for at forsyne den Østlige styrkes operationer hinsides jernbanens endepunkt i omkring 24 timer. "Vognene [i den beredne Anzac division] med deres muldyrspand, to foran og tre bagved, [blev] drevet af en mand fra kassen." Disse vogne og muldyr var så vellykkede, at spandet med 5 muldyr blev "anvendt af den egyptiske ekspeditionsstyrke ... og til sidst næsten afløste de britiske fire og seks-spand med forridere."

#### Angrebsplan
Selv om Murrey delegerede ansvaret for slaget til Dobell, opstillede han tre mål. De bestod i at erobre en linje langs Wadi Ghuzzee for at beskytte bygningen af jernbanen, at forhindre forsvarerne i at trække sig tilbage inden de blev angrebet og at erobre Gaza og dens garnison ved et coup de main." Angrebsplanen, som var udformet af Dobell og hans stab, lignede de som med held var blevet anvendt ved Magdhaba af Chauvel og ved Rafah af Chetwode, bortset fra at ekspeditionsstyrkens infanteri skulle have en fremtrædende rolle. I større grad end ved de foregående slag skulle garnisonen i Gaza omringes og nedkæmpes inden osmanniske forstærkninger kunne nå frem.
Hovedangrebet mod byen og Ali Muntar-bakken skulle sættes ind sydfra af ørkenkolonnens 53. division under Dallas' kommando, støttet af en infanteribrigade fra den Østlige styrkes 54. division under kommando af Hare. De beredne Anzac- og Imperial-divisioner under kommando af henholdsvis Chauvel og Hodgson skulle danne en skærm omkring Gaza mod nord og øst for at isolere garnisonen, afskære hovedvejene og forhindre osmanniske forstærkninger i at nå frem til byen fra deres garnisoner i Hareira, Beersheba og Huj. Om nødvendigt skulle de beredne divisioner være klar til at forstærke infanteriangrebet, mens de resterende brigader af 54. division forlængede den beredne skærm mod sydøst lige overfor Wadi Ghuzzee.
Den 5. marts accepterede Murray Dobells angrebsplan, som skulle indledes i slutningen af marts. Den 20. marts flyttede Dobell sit hovedkvarter fra al-Arish til Rafah. Den næste dag fandt Rafah Race Meeting sted, komplet med trofæer indkøbt i Cairo og et trykt program. Disse løb, der var komplet med indhegning, totalisator, spring og en afmærket rute blev udkæmpet mellem Yeomanry, australske og newzealandske heste og ryttere. Den 22. marts blev alle veje og stier rekognosceret så langt som til Deir el Belah og tildelt de forskellige enheder. De foreløbige skridt mod Gaza blev indledt.
Dallas' ordrer blev udleveret til cheferne for Anzac, beredne Imperial og 54. division kl. 17 den 25. marts. 53. divisions 158. og 160. brigader skulle begynde at krydse Wadi Ghuzzeh kl. 3.30 og rykke op ad Burjabye og Es Sire-højderyggene, mens 159. brigade, som blev fulgt af 158. brigade over wadien, skulle forblive tæt på wadien, indtil de fik nye ordrer. Moneys afdeling skulle krydse wadiens munding og holde en stilling i sandklitterne mellem Rafah-Gaza-vejen og havet for at aflede forsvarernes opmærksomhed og dække en sektion af 15. tunge batteri. En sektion af 91. tunge batteri skulle rykke ind i wadien, mens en sektion af 10. tunge batteris 60-punds kanoner blev tilknyttet 160. brigadegruppe. Artilleriammunitionen var dog begrænset og skulle fortrinsvis ramme labyrinten af osmanniske stillinger. De beredne divisioner skulle isolere Gaza ved at forhindre garnisonen i at trække sig tilbage og forstærkninger fra Huj eller Hareira i at nå frem og forstærke Gaza. De skulle forfølge enhver fjendtlig styrke, som viste tegn på at trække sig tilbage og om nødvendigt støtte hovedangrebet på Gaza, som skulle gennemføres af den 53. division. Denne division skulle om nødvendigt forstærkes af 161. brigade fra 54. division. Kl. 18 opslog Murray, den øverstkommanderende for ekspeditionsstyrken, sit hovedkvarter i en jernbanevogn ved al-Arish.

#### Indledende bevægelser
Den 25. marts rykkede den beredne Anzac-division ud af deres bivuakker i to kolonner. Den første kolonne med newzealandske beredne riffelbrigade og 22. beredne Yeomanry brigade marcherede op ad stranden fra Bir Abu Shunnar kl. 2.30 for at etablere en linje lige syd for Wadi Ghuzzeh. Denne fremrykning skulle dække rekognoscering af Wadi Ghuzzeh, som skulle finde de bedste steder at krydse denne dybe, tørre og formidable forhindring for både infanteri og beredne tropper, når de rykkede mod Gaza. Den anden kolonne bestod af den beredne Anzac-divisions divisionshovedkvarter, signal eskadron, feltartilleri og 2. lette beredne brigade, som var divisionens reserve. Den ankom en km sydvest for Deir el Belah. Her fik 2. lette beredne brigade og artilleriet ordre til at vande hestene og gå i bivuak ved Deir el Belah. Kl. 10 var Chauvels beredne Anzac-divisions hovedkvarter og Chetwodes Ørkenkolonnes hovedkvarter blevet etableret på Hill 310.
Mens den osmanniske hærs stillinger ved Gaza var blevet rekognosceret og fotograferet fra luften, var det stadig nødvendigt for staben i de beredne Anzac- og Imperie-divisioner samt chefen for artilleriet at gennemføre personlige rekognosceringer af Wadi Ghuzzeh. Om eftermiddagen var alle sandsynlige overgange blevet omhyggeligt undersøgt, og den udvalgte overgang nær Wadi Sharta, som skulle bruges den følgende dag, var blevet afmærket.
Kl. 15.30 marcherede den beredne Imperie-division anført af 3. lette beredne brigade ud af lejren ved Marakeb i retning mod Deir el Belah omkring seks timer eller 29 km borte. Divisionen og dens maskingevær eskadroner blev ledsaget af deres mobile dyrlægesektioner og 3. lette feltambulance. Tropperne medbragte deres dagsrationer, mens rationer til 26. og 27. marts blev bragt frem i løbet af natten mellem den 25. og 26. marts på kameler og i vogne. Som det var ventet, skulle divisionen være afsted i fem dage og yderligere rationer blev transporteret på improviserede oppakninger, som ledsagede divisionen så langt som til Deir el Belah.

#### Fremrykninger den 26. marts
På dagen for slaget rykkede 53. division ud fra Deir el Belah kl. 1 i fire kolonner mod El Breij, efterfulgt af artilleriet. kl. 2.30 forlod den beredne Anzac-division Deir el Belah, mens den beredne Imperium-division fulgte kl. 3 med retning mod Um Jerrar-overgangen over Wadi Ghazze syv km øst for Deir el Belah. Dallas, som havde kommandoen over artilleriet, opslog sit hovedkvarter nær El Breij kl. 3.45, mens Chetwode ankom til Ørkenkolonnens hovedkvarter ved In Seirat kl. 6.37, selv om han regnede med at fortsætte til Sheikh Abbas. Dobell, som havde kommandoen over Østlige styrke, ankom fra Rafah til sit kamphovedkvarter lige nord for In Seirat kl. 6.45.
Der var begyndt komme tåge, og fra omkring kl. 3.50 blev den meget tyk. Den blev hængende i omkring fire timer, inden den begyndte at lette. Lige inden daggry kl. 5 var tågen så tæt, at man ikke kunne se ting, der var 20 meter borte, men på dette tidspunkt havde det meste af infanteriet krydset wadien. Tågen gjorde det imidlertid umuligt for Dallas at rekognoscere den planlagte slagmark, og han ventede ved El Breij på, at den lettede, inden hans forreste to brigader langsomt rykkede fremad. Sigtbarheden forbedres omkring kl. 7.30, og kl. 7.55 var tåget lettet så meget, at heliografen kunne anvendes. Alle fly i No. 1 Squadron måtte imidlertid vende tilbage til deres nye landingsplads ved Rafah, da man ikke kunne se jorden fra luften. Dallas' 53. division rykkede frem trods tågen for at angribe Gaza direkte. Kl. 5.20 krydsede divisionens 158. og 160. infanteribrigader Wadi Ghuzze, mens 159. brigade var i reserve. Kl. 6.50 var 160. brigade rykket mod Shaluf, og 158. brigade var på vej mod Mansura, men de fik ordre til at sætte farten ned, fordi der ikke ville være artilleristøtte til rådighed, hvis tågen pludselig lettede. Kl. 7.50 nærmede de forreste bataljoner sig Sheikh Seehan, uden at være stødt på osmanniske forsvarere. Mellem kl. 8.15 og 8.55 overfløj fjendtlige fly det fremrykkende infanteri og skød med deres maskingeværer ind i kolonnerne. Kl. 8.30 var 160. brigade omkring 2,1 km fra Gaza med deres forreste bataljon tre km sydvest for de dominerende højder, som var deres hovedmål, Ali Muntar. 158. brigade havde nået Mansura, og kl. 9.30 var de 1,2 km nord for 53. divisions hovedkvarter ved Mansura.
I mellemtiden var 54. division (bortset fra 161. brigade i Østlige styrkes reserve) blevet beordret til at krydse Wadi Ghuzzeh straks efter de beredne tropper, hvor de skulle gå i stilling ved Sheikh Abbas for at dække ryggen af 53. division og holde korridoren åben der, hvor der skulle angribes. Divisionen gik i stilling på Sheikh Abbas-højderyggen og begyndte at grave skyttegrave, der vendte mod øst. 161. brigade rykkede til El Burjabye, hvor den kunne støtte enten 53. division eller 54. division, som dækkede rykken af angrebet ved Sheikh Abbas.
Moneys afdeling rykkede mod wadien med henblik på at krydse den ved daggry, mens 91. tunge batteri blev dækket af Duke of Lancaster's Own Yeomanry, og divisionens kavalerieskadron rykkede til en stilling på Rafah-Gaza-vejen.

#### Omringning
Mens tågen gjorde svært at orientere sig, dækkede den også bevægelsen af store troppestyrker, så de to beredne divisioner med kamelbrigaden tilknyttet afskar hurtigt vejene til Gaza fra nord og øst, så den osmanniske garnison blev isoleret af en 24 km lang kavaleriskærm.
Den forreste division, den beredne Anzac-division, mødte først fjendtlige styrker kl. 8. På dette tidspunkt blev 7. lette beredne regiment fra 2. lette beredne division angrebet nær Sheikh Abbas. Kort efter skød fjendtlige fly med maskingeværer mod disse forreste tropper i Ørkenkolonnen. Da den beredne skærm krydsede Gaza til Beersheba vejen afbrød de telegraflinjerne, og en patrulje tog ti vogne, mens andre enheder tilfangetog 30 tyske pionerer og deres pakheste. På dette tidspunkt fik den tyske kommandant ved Tel esh Sheria, Kress von Kressenstein, en rapport fra luften, som beskrev fremrykningen af to fjendtlige infanteridivisioner mod Gaza, og om tre fjendtlige kavaleridivisoner og panserbiler, der var rykket nordpå mellem Gaza og Tel esh Sheria. Major Tiller, kommandanten for Gaza-garnisonen, rapporterede senere, at han blev angrebet fra syd, øst og nordøst "med stor styrke". Han fik ordre til at forsvare Gaza "til sidste mand".
Kort efter kl. 0 nåede 2. lette beredne brigade til Beit Durdis, tæt fulgt af resten af den beredne Anzac-division. Kl. 9.30 blev fire officerpatruljer sendt afsted fremad mod Huj, Najd fem km nord-nordøst for Huj, Hareira, Tel el Sheria og mod den osmanniske jernbane. Hovedkvarteret for den beredne Anzac-division blev opslået ved Beit Durdis, og kl. 10.10 var der etableret telefonforbindelse til Ørkenkolonnen, den beredne Imperie-division og 2. lette beredne brigade. Der blev også opstillet heliografer og en radiostation. Radioforbindelsen blev imidlertid blokeret af en kraftigere osmannisk sender i Gaza. Kl. 10.30 var 2. lette beredne brigade gået i stilling (kaldet Australia Hill) med udsigt over Gaza fra nordøst og havde besat landsbyen Jebaliye tre km nordøst for Gaza. En halv time senere trængte 7. lette beredne regiment fra 2. lette beredne brigade vestpå, og kl. 11.30 havde den nået middelhavskysten og afsluttede omringningen af Gaza. I den forbindelse tog regimentet chefen for den 53. osmanniske division og hans stab til fange (ikke at forveksle med den britiske 53. division). De havde været på vej for at forstærke garnisonen i Gaza. På dette tidspunkt var den beredne newzealandske riffelbrigade samlet ved Beit Durdis, mens 22. beredne brigade samledes syd for dem. To eskadroner af 8. lette beredne regiment i 3. lette beredne brigade rykke mod Deir Sneid 11 km nordøst for Gaza for at holde udkig og vente på den forventede ankomst af forstærkninger på vej til Gaza.
Den beredne imperiedivision sendte patruljer mod Hareira, Tel esh Sheria, Kh. Zuheilika og Huj under deres fremrykning til Kh er Reseim, hvortil de ankom kl. 10 for at få forbindelse med den beredne Anzac-division. I mellemtiden, kl. 9.45, var en eskadron fra the Queen's Own Worcestershire Hussars (5. beredne brigade) stødt på fjendtlige enheder nordvest for Kh. el Baha og angreb dem og tog 60 fanger. Yderligere to eskadroner af 5. beredne brigade trængte frem mod Kh. el Baha sydøst for Kh er Reseim, halvanden km nord for vejen mellem Gaza og Beersheba, hvor de forblev som støtte.
De to beredne divisioner var nu i stilling og holdt udkig, da de forventede osmanniske forstærkninger. Mellem kl. 11 og 11.35 var stort set alle beredne styrker under beskydning. Beskydningen stammede fra artillerigranater, der blev affyret fra Gaza, tyske eller osmanniske fly, der fløj over Beit Durdis, foruden en langtrækkende kanon, mens en anden kanon også beskød de beredne enheder. Batteriet ved 5. beredne brigade beskød en lille gruppe osmannisk infanteri, men de langtrækkende fjendelige kanoner returnerede præcis beskydning, hvilket fik dette batteri til at skifte stilling. Det var endnu ikke kommet til megen kamp, hvad angik de beredne tropper, og infanteriangrebet var ikke kommet særlig langt. Der begyndte dog at komme nyheder fra Ørkenkolonnens patruljer, som meldte om troppebevægelser fra Huj og Beersheba jernbanen og støvkolonner i retning af Tel esh Sharia, hvilket alt sammen tydede på, at der var store osmanniske enheder på vej. Kl. 12 havde Chetwode, som havde kommandoen over Ørkenkolonnen, imidlertid ikke fået rapporter om osmanniske forstærkninger på vej mod Gaza og han sendte en meddelelse til Chauvel, som ledede den beredne Anzac-division og Hodgson, som ledede den beredne Imperie-division om at forberede afsendelsen af en brigade til at bistå infanteriets angreb mod Gaza.
Kamelbrigaden krydsede Wadi Ghuzzeh ved Tel el Jemmi syd for overgangene ved Um Jerrar for at nå El Mendur på bredden af Wadi esh Sheria. Her etablerede de en forpostlinje mellem højresiden af 5. beredne brigade og Wadi Ghuzzeh. De mobile dele af feltambulancerne, fulgt af deres immobile sektioner og ambulance kameltransport, rykkede mod deres forpoststillinger nordøst og øst for Gaza. Da wadien var blevet krydset og området kraftigt forsvaret af ekspeditionsstyrken, begyndte divisionsingeniører hurtigt at pumpe vand fra jorden under den tørre flodseng Wadi Ghuzzeh, som efterhånden slog til til alle indsatte tropper. Vandet blev pumpet op i lange rækker af midlertidige lærredstrug til hestene.

## Slaget

### Infanteriangreb
Gaza var nu fuldstændig omringet, og i overensstemmelse med Ørkenkolonnens ordrer, skulle 53. division, som ikke havde været i kamp siden slaget ved Gallipoli, foretage et direkte angreb fra syd og øst mod Ali Muntar. Dens 160. brigade rykkede mod Esh Sheluf for at være på plads kl. 8.30 og 158. brigade rykkede mod Mansura, mens 159. brigade, som havde krydset wadien kl. 8.25, måtte vente en time, inden Dallas beordrede dem til Mansura for at støtte 158. brigade. Denne forsinkelse betød, at 159. brigade ikke kunne komme på plads til at tage del i angrebet før til middag. Dallas "havde endnu ikke besluttet", hvad der skulle ske med 159. brigade. Mens han mødtes med sine brigadechefer i 158. brigades hovedkvarter kl. 10.15 for at diskutere detaljerne ved angrebet, kunne han ikke kontaktes af Chetwode. Dette varede i to timer, mens hans hovedkvarter rykkede frem. Dallas kontaktede Chetwode kl. 10.50 og lagde skylden på forsinkelsen på vanskeligheder ved at bringe artilleriet frem, men bekræftede, at han ville være klar til at indlede angrebet kl. 12. På grund af et nedbrud i kommunikationen vidste Dallas ikke, hvor artilleriet var. Han havde ringet til Ørkenkorpset kl. "10.4" [sic] og fået at vide, at den 161. brigade og 271. artilleriregiment var ved Sheikh Nebhan. De var imidlertid flyttet til en udsat stilling ved El Burjabye, inden de fandt en dækket stilling i dalen mellem Burjabye og Es Sire-højderyggene. Artilleriet var rent faktisk allerede i stilling og var begyndt at skyde kl. 10.10, selv om forbindelsen ikke var blevet etableret til hovedkvarteret. Tåge har også fået skylden for det forsinkede infanteriangreb. Artilleribombardementet begyndte kl. 12, selv om der ikke var noget artilleriprogram og de osmanniske stillinger var ikke blevet identificeret.
Dallas fik sine ordrer kl. 11 og en halv time senere beordrede Dobell og Chetwode til straks at indlede sit angreb. Kl. 11.30 vurderede Ørkenkolonnens stab, at 53. division var praktisk taget stationær, og den følgende meddelelse blev sendt til Dallas: "Jeg har fået besked på at bemærke at (1) De har været ude af kontakt med Ørkenkolonnen og Deres eget hovedkvarter i over to timer; (2) ingen kanonregistrering lader til at være udført; (3) at tiden går, og at De stadig er langt fra deres mål; (4) at armé og kolonnechefer er trænet i tab af tid, hvilket er afgørende; (5) De skal have en generalstabsofficer ved Dem i deres hovedkvarter, som kan kommunikere med dem øjeblikkeligt; (6) De må indlede deres angreb straks." En lignende meddelelse blev sendt igen kl. 12.
Dallas gav ordre til at angrebet skulle begynde kl. 11.45 mod Ali Muntar af 160. brigade, som rykkede frem til deres mål langs Es Sire-højderyggen, mens 158. brigade, som rykkede frem fra Mansura, også angreb Ali Muntar. Disse to infanteribrigader havde været på plads og afventet ordrer i mellem tre og fire timer, mens den 159. brigade hurtigt gik ind. De var omkring fire km fra deres mål med patruljer i front med 159. brigade (minus en bataljon) til at dække deres højre side, under fremrykning for at angribe en lille høj, som blev kaldt Clay Hill. Dette mål lå nord for Ali Muntar på den fjerne side af vejen mellem Gaza og Beersheba. De angribende brigader blev støttet af to feltartilleribrigader, mens en divisionsreserve blev dannet af en bataljon af 159. brogade indtil ankomsten af 161. brigade. De angribende brigader mødte hård modstand fra beslutsomme forsvarere, som skød fra stærke stillinger med klart udsyn til den fremrykkende linje af infanteri over helt åbent terræn. Under disse betingelser viste det sig, at artilleristøtten var helt utilstrækkelig, og styrkerne led meget store tab.
Til støtte blev 54. division (minus 1 brigade i Østlige styrkes reserve) beordret til at krydse Wadi Ghuzzeh straks efter de beredne styrker og gå i stilling ved Sheikh Abbas, for at dække bagsiden af 53. division og holde den korridor åben langs hvilken angrebet blev foretaget. Kl. 11.45 fik 161. brigade fra 54. division ordre til at rykke til Mansura som støtte for de angribende brigader, men den meddelelse blev åbenbart aldrig modtaget. Kl. 13.10 blev en ordre som stammede fra Østlige styrke kl. 12.45 endelig modtaget i hånden fra en stabsofficer.

### Kombineret angreb
Ved middag var Chetwode bekymret for forsvaret var så stærkt, at det kunne gøre det umuligt at erobre Gaza inden aften. Derfor beordrede han Chauvel og Hodgson til at rekognoscere i retning af Gaza og forberedte dem på, at de skulle være klar til at afgive en brigade hver til forstærkning af infanteriangrebet. Kl. 13 satte Chetwode Chauvel til at lede begge beredne divisioner, og kl. 14 beordrede Chauvel hele den beredne Anzac-division til at angribe Gaza nordfra, men mens den beredne Imperie-division og kamelbrigaden med støtte fra no. 11 og 12 letpansrede automobil batteri og no. 7 lette automobilpatrulje skulle holde forpostlinjen og alle observationspostere. Da den beredne Anzac-division rykkede nordpå, blev den erstattet i den beredne skærm af den beredne Imperie-division, som til gengæld blev afløst af kamelbrigaden.
Det tog tid for divisionerne at komme på plads og at flytte Chauvels hovedkvarter ti len bakketop mellem Beit Durdis og Gaza, så han kunne følge operationerne. Det var først under et møde kl. 15.15, at der blev givet ordre til den beredne Anzac-divisions angreb. De rykkede ind med 2. lette beredne brigade på en front, som strakte sig fra Middelhavet til vejen mellem Gaza og Jebalieh. Den beredne newzealandske riffelbrigade blev indsat mellem Gaza-Jebalieh vej til toppen af den højderyg, som løber mod nordøst, mens Lincolnshire Yeomanry og Sherwood Rangers Yeomanry-regimenterne fra 22. beredne brigade holdt fronten fra newzealændernes højre til stien, der førte til Beit Durdis.
I mellemtiden havde infanteriangrebet mod Gaza fra 53. division været i udvikling. Kl. 13.30 var 160. brigade i venstre side rykket hurtigt frem for at erobre labyrinten, et virvar af forskansede haver syd for Gaza. Deres 2/10th Middlesex Regiment placerede sig på en græsklædt bakke, mens deres 1/4th Royal Sussex Regiment rykkede op af midten af Es Sire-højderyggen under intens fjendtlig beskydning og led store tabs, bl.a. deres kommanderende officer. Efter at være nået op til toppen, blev de tvunget til at falde tilbage i nogen uorden af de osmanniske forsvarere, men efter at have fået forstærkninger kl. 16, genoptog de deres fremrykning. På højre side nåede 158. brigades 1/5th Royal Welsh Fusiliers bataljon frem til kaktushækkene syd for Ali Muntar, hvor de gjorde holdt for at vente på, at deres støtteenheder nåede op på deres højre side. Sammen med 159. brigade kæmpede disse to brigader sig langsomt frem mod Clay Hill. I mellemtiden gav Dallas den 161. brigade fra 54. division ordre til at erobre Green Hill og fylde hullet mellem 158. og 160. brigade. Kl. 15.30 var 161. brigade nået til Mansura, og de var i stilling til at kunne indlede deres angreb kl. 16, da artilleriet i 271. brigade RFA nåede frem. Ilden fra denne artilleribrigade lagde en dæmper på den fjendtlige maskingeværild fra Clay Hill, og kl. 15.50, 45 minutter efter at 161. sluttede sig til angrebet, lykkedes det angriberne at trænge ind i forsvarets skyttegrave. De kom ind på to steder øst for Ali Muntar-moskeen, tog 20 tyske og østrigske soldater og yderligere 20 osmanniske soldater til fange. Den 53. division meldte, at Clay Hill var indtaget, der lå 550 meter fra Ali Muntar, kl. 16.45.
I mellemtiden begyndte den beredne Anzac-divisions angreb 20 minutter før planlagt kl. 15.40, inden alle patruljerne var blevet afløst af Imperium-divisionen. Den beredne Anzac-division fik støtte fra Leicester og Ayrshire-artilleribatterierne, som kom i kamp på afstande mellem 2.700-4.000 meter fra deres mål. Kort efter, at angrebet blev sat ind, sendte Chetwode beskeder, som understregede vigtigheden af dette angreb og advarede om, at skyttegravslinjen nordvest for Gaza mellem El Meshaheran og El Mineh ved havet var kraftigt forsvaret og tilbød endnu en brigade fra den beredne Imperie-division, hvilket Chauvel accepterede. Hodgson sendte 3. lette beredne brigade.
Kl. 16.15, fem minutter efter at 159. brigade havde erobret Clay Hill skansen ved Ali Muntar, havde angrebet nordfra mod Gaza, som blev udført af den beredne Anzac-divisions 2. lette beredne brigade, som blev støttet af Somerset-artilleribatteriet ikke stødt på alvorlig modstand. Det skete først da de nåede kaktushækken, hvor de mødte kraftig modstand i intense nærkampe. Kaktushækken havde tvunget rytterne til at sidde af, men angrebet udviklede sig hurtigt, og fremrykningen var hurtig. 2. lette beredne brigade blev støttet af den newzealandske beredne riffelbrigade, som rykkede frem med Canterbury Mounted Rifle Regiment forrest og Wellington Mounted Rifle Regiment som støtte. Det var dog kun tre tropper af Auckland Mounted Rifle Regiment, som var på plads; resten var blevet forsinket i den beredne skærm af kraftige fjendtlige kolonner af forstærkninger, som nærmede sig fra Huj og Nejed.
Kl. 16.23 blev højderyggen øst for Gaza erobret af den newzealandske beredne riffelbrigade, mens 22. beredne brigade til venstre for dem erobrede højden, som lå vest for højderyggen. Den newzealandske beredne riffelbrigade opslog efterfølgende sit hovedkvarter på højderyggen i et område, som senere blev kaldt "Chaytor's Hill". Wellington og Canterbury beredne riffelregimenterne trængte frem mod Gaza, støttet af fire maskingeværer tilknyttet hvert regiment. De fire resterende maskingeværer blev holdt i reserve. Mellem kl. 16.30 og 17 blev Ali Muntar erobret af infanteriet og de afsiddede newzealændere. Det beredne Canterbury riffelregiment havde trængt frem langs højderyggen bagfra for at støtte angrebet, en eskadron drejede mod syd mod Ali Muntar for at komme ned i forsvarernes skyttegrave lige efter infanteriet.
Ved aftenskumringen havde rytterne nået den nordlige og vestlige udkant af byen. Den newzealandske beredne riffelbrigades afsiddede soldater rykkede fra Jebaliye mod det østlige og nordøstlige Gaza for at hjælpe til ved erobringen af Ali Muntar, inden de trængte videre gennem et meget lukket område. Dette område var gennemskåret af kaktushække, bygninger og skydeskår fyldt med forsvarende riffelskytter, som ydede kraftig modtand. Trods betydelig modstand fortsatte newzealænderne med langsomt at trænge frem gennem frugthaver og kaktushække til byens udkant. Under denne fremrykning erobrede Wellington Mounted Rifles Regiment 2 77-mm Krupp-kanoner med lavetter og ammunition. Kort efter blev deres fremrykning stoppet af snigskytter i adskillige huse i den østlige udkant af byen. Krupp-kanonerne blev bragt frem, så de kunne skyde på klods hold og sprængte adskillige huse i luften og fik 20 fjendtlige soldater til at overgive sig. Imens havde 22. beredne brigade, som rykkede frem i galop langs stien fra Beit Durdis til Gaza, også nået udkanten af byen i skumringen.
Da natten faldt på, havde den beredne Anzac-division kæmpet sig vej ind i gaderne af Gaza uden at lide ret store tab under fremrykningen. Mens newzealændernes angreb var i gang i byens centrum, var 22. beredne brigade nået frem på newzealændernes venstre side, og det var denne styrke, der trængte ind i byen. Nærmest ved middelhavskysten mødte 7. lette beredne regiment betydelig modstand, men det kunne til sidst rykke frem til tæt på byen.
Kl. 18 var angribernes stilling yderst tilfredsstillende, og kl. 18.30 var hele stillingen blevet erobret, mens forsvarerne trak sig tilbage til byens centrum. Wellington Mounted Rifle Regiment og 2. lette beredne brigade var langt inde i den nordlige udkant af byen. Enheder fra 158. brigade og Canterbury Mounted Rifle Regiment holdt Ali Muntar, 159. brigades højre fløj holdt skyttegrave på Clay Hill, mens dens sydfløj var syd for byen, hvor den holdt vejen fra Gaza til Beersheba. 161. brigade holdt Green Hill, og 160. brigade holdt en stilling nord for labyrinten. Da natten faldt på, var denne kombinerede styrke i færd med at konsolidere dens erobrede stillinger. Kun på den vestlige side af Gaza i sandklitterne var angrebet ikke lykkedes fuldt ud.

### Angreb mod skærmen
Kl. 14.20 gav Hodgson sin beredne imperiedivision ordre til at rykke nordpå og overtage den beredne Anzac-divisions forpoststillinger. Den 6. beredne brigade skulle rykke til øst for Beit Durdis, mens den 5. beredne brigade, som lå ud for Gaza til Beersheba vejen, skulle fylde hullet mellem den og kamelbrigaden, som havde ordre til at rykke til Kh er Reseim. På grund af en forsinkelse inden kamelbrigaden modtog sine ordrer, blev denne afløsning først afsluttet to timer senere, efter kl. 18.30, da 5. beredne brigade rykke tre km mod nord.
I mellemtiden forberedte den osmanniske armés 3. og 16. infanteridivision sig på at indlede et modangreb med 1.000 mand, som rykkede frem mod Gaza. De to divisioner forventedes at være i aktion inden det blev mørkt, men ekspeditionsstyrkens kavaleri og panserbiler kunne stoppe deres fremrykning, inden de var nået halvvejs fra Tel esh Sheria til Gaza. Kress von Kressenstein insisterede ikke på angrebet, men beordrede det fornyet ved daggry. Omkring 300 af disse forstærkninger var blevet set kl. 15.50 (10 minutter inden det kombinerede angreb på Gaza blev indledt) på march mod byen nordfra. Lidt senere blev yderligere tre kolonner set på vej i samme retning, mens yderligere 300 soldater var rykket ind i sandklitterne vest for Deir Sineid, nord for Gaza. Es eskadron fra 22. beredne Yeomanry brigade blev sendt afsted for at imødegå disse styrker.
Der var blevet rapporteret enheder fra den oamanniske armé østfra kl. 14.20 på vej fra Jemmameh (øst for Huj). Da de var omkring 2,5 km fra Beit Durdis, angreb de Ørkenkolonnens forpost, som holdt Hill 405. To eskadroner og en trop af Berkshire Yeomanry (6. beredne brigade) forsvarede fronten. De rapporterede, at de blev angrebet af infanteri, beredne tropper og nogle maskingeværer. Hodgson beordrede resten af brigaden til at forstærke denne forpostlinje med støtte fra Berkshire-batteriet. Men resten af den 6. beredne brigade var i færd med at vande heste og kunne ikke afgå med det samme. Forsinkelsen betød, at den osmanniske styrke kunne erobret toppen af Hill 405 kl. 17:15.
Kl. 17 bad Hodgson, som havde kommandoen over den beredne skærm, Chauvel, som havde kommandoen over det beredne angreb på Gaza, om forstærkninger. Chauvel returnerede 8. og 9. lette beredne regiment (3. lette beredne brigade), under brigadegeneral J. R. Royston. De rykkede hurtigt tilbage under Roystons ledelse for at erobre en høj bakke nordvest for Hill 405, hvilket gjorde det muligt for enheder fra Berkshire Yeomanry (6. beredne brigade) at holde deres stilling. 8. og 9. lette beredne regiment (3. lette beredne brigade) med 1/1st Queen's Own Dorset Yeomanry (6. beredne brigade) holdt linjen, mens 1/1st Nottinghamshire Royal Horse Artillery og Berkshire-batteriet beskød den fremrykkende fjendtlige enheder i siden. Seks fjendtlige kanoner i deres skudfelt returnerede ilden. Da yderligere tre fjendtlige batterier blev brugt frem, beskød de Berkshire-batteriet i siden, hvilket tvang det til at trække sig tilbage omkring kl. 18.30 lige før tusmørket faldt på.
Efter at hans divisionshovedkvarter var rykket nordpå, under hans overtagelse af den beredne skærm, opdagede Hodgson, at han havde mistet kontakten med 5. beredne brigade. Det var næsten mørkt, da der kl. 17.30 opstod et hul i linjen mellem 6. beredne brigade og kamelbrigaden ved Kh er Reseim. Heldigvis forsøgte de fjendelige soldater ikke at trænge ind i området, inden Chauvel sendte sin sidste divisionsreserve, 10. lette beredne regiment, afsted for at fylde hullet. I det tiltagende mørke lykkedes det lette beredne regiment af nå frem.
No. 7 lette automobil patrulje blev sendt afsted for at forstærke enheder, der holdt de osmanniske forstærkninger på afstand, som var på vej fra Deir Sineid kl. 17.15. De forstærkede de oprindelige to eskadroner fra 6. lette beredne regiment (2. lette beredne brigade), som holdt hovedvejen nordpå fra Gaza. De havde fået selskab af en eskadron af 22. beredne brigade og yderligere to eskadroner af 6. lette beredne regiment. Nos. 11 og 12 let pansrede motorbatterier forstærkede også den beredne skærm, som holdt 4.000 osmanniske soldater borte, som var på vej fra Huj og Jemmameh. Disse osmanniske enheder blev rapporteret til at have en styrke på 3.000 infanteri og to eskadroner kavaleri. Den lette automobil patrulje rapporterede til Royston og var i kamp med den osmanniske armé, indtil det blev mørkt.

### Tilbagetrækning af beredne divisioner
Under slaget var det alvorlige pres fra osmanniske styrke på vej for at undsætte Gaza østfra forventet og havde begyndt at gøre sig gældende efter kl. 16. I betragtning af at slaget begyndte sent og truslen fra disse forstærkninger, besluttede Dobell, chefen for den Østlige styrke, efter at have talt med Chetwode, lederen af Ørkenkolonnen, at med mindre Gaza var erobret inden aften, måtte kampen afbrydes, og den beredne styrke trækkes tilbage.  Ved skumringstid var nogle af de stærke osmanniske skyttegrave og skanser stadig under osmannisk kontrol. Briterne havde affyret omkring 304 granater og 150.000 patroner, mens deres infanteris tab var betydelige. På dagen for slaget gik solen ned kl. 18 (i Cairo). Dette indtraf, inden Ørkenkolonnen kendte til erobringen af Ali Muntar. Derfor, med godkendelse fra Dobell, gav Chetwode kl. 18.10 Chauvel ordre til at trække sig tilbage fra Wadi Ghuzzeh. Mens disse ordrer blev sendt ud, kom der en rapport ind fra Dallas om, at Ali Muntar var blevet indtaget, men denne information ændrede ikke Chetwodes holdning. Det var først noget senere, at han fik besked om erobringen af hele højderyggen. Chetwodes ordrer gik ud på at afbryde kampen efter mørkets frembrud og trække sig tilbage.
Den beredne Anzac-division følte, at sejren var blevet frataget dem med ordren om tilbagetrækning. Denne beslutning om tilbagetrækning var overraskende for mange af de som kæmpede i eller nær byen, da infanteriet holdt Ali Muntar og 462 tyske og osmanniske fanger, heriblandt en general, som var divisionschef. De havde også erobret et østrigsk batteri med to 77mm Krupp feltkanoner sammen med en hel konvoj. Men hele angrebsstyrken blev trukket tilbage til Deir el Belah og Khan Yunus den 27. og 28. marts. De første enheder, som blev trukket tilbage var de langsomme køretøjer og kameler, som fik deres ordrer kl. 17 fra Ørkenkolonnen. De trak sig tilbage til Hill 310 via Sheikh Abbas. Med den beredne Imperiedivision fortsat på plads for at dække tilbagetrækningen af Anzac-divisionen var tilbagetrækningen vanskelig af de beredne styrker, som var i kamp langsom og vanskelig, ikke på grund af pres fra fjenden (dem var der ingen af), men fordi enhederne var blandet sammen og de afsiddede tropper var for langt fra deres heste. En enhed, 7. lette beredne regiment, var omkring seks km fra deres heste, og deres sårede var endnu ikke blevet indsamlet. No. 7 lette automobil patrulje rapporterede kl. 18.40 til hovedkvarteret for den beredne Anzac-division og blev beordret tilbage til basen, mens panserbilerne i No. 11 og 12 LAMB slog lejr i nærheden af Kh er Reseim. Kl. 19.05 begyndte den beredne Anzacs artilleri at trække sig tilbage fra divisionshovedkvarteret under eskorte, og 43 sårede fra Anzac-divisionen og 37 sårede fra den beredne Imperiedivision blev samlet op og bragt til ambulancerne, mens fanger blev sendt tilbage under bevogtning. Kl. 19.30 var 22. beredne brigade på vej mod divisionshovedkvarteret, og 6. beredne brigade trak sig tilbage, mens osmanniske soldater gik i stilling på Hill 405.
Omkring ved midnat havde den beredne Anzac-division forladt slagmarken, mens den beredne Imperiedivision med hjælp fra kamelbrigaden og panserbiler holdt osmanniske forstærkninger stangen. Kl. 2, da den beredne Anzac-divisions artilleri var nået til Dier el Belah, og divisionen netop havde passeret Beit Dundis, gav Hodgson ordre til samling af den beredne Imperiedivisions 3. lette beredne, 5. og 6. beredne brigade, mens kamelbrigaden holdt en linje fra Wadi Guzzeh til venstre for 54. divisions hovedkvarter.
Kl. 4.30 brød panserbilerne i No. 11 og 12 LAMB op fra deres lejr nær Kh er Reseim, og da de trak sig syd på, mødte de modstand fra osmanniske hærenheder. Efter to timers intens kamp lykkedes det dem at trække sig tilbage, mens 7. lette automobilpatrulje kl. 4.50 bevægede sig ad Gaza til Beersheba-vejen. Det var først kl. 5.30, at et større osmannisk angreb ramte bagtroppen af 3. lette beredne brigade, netop som brigaden var i færd med at krydse Gaza-Beersheba-vejen nær Kh Sihan. No. 7 lette automobil patrulje gav meget effektiv støtte til brigaden, og sammen med de lette beredne kom de i intens kamp mod de osmanniske styrker, som rykkede frem fra Huj. De osmanniske forstærkninger blev stoppet, og de lette automobiler dækkede 3. brigades tilbagetrækning til kamelbrigadens stillinger kl. 7 om morgenen den 27. marts 1917.
 Jeg ønsker at henlede særlig opmærksomhed på den udmærkede indsats, som blev ydet af den beredne Imperiedivision under generalmajor H.W. Hodgson CB CVO, i at holde langt overlegne fjendtlige styrker borte om eftermiddagen den 26. og om natten mellem 26. og 27. og således give den beredne Anzac division mulighed for bistå ved infanteriangrebet på Gaza og efterfølgende at trække sig tilbage efter morkets frembrud. Havde indsatsen fra denne division været mindre effektivt udført, ville det have været umuligt at trække Anzac divisionen tilbage uden meget alvorlige tab.

 — Chauvel, chef for den beredne Anzac Division, beskrivelse af operationerne dateret 4. april 1917

### Tilbagetrækning af infanteri
Kl. 17.38 beordrede Dobell, som havde kommandoen over den Østlige styrke, 54. division til at bevæge sig tre km mod vest til Burjabye-højderyggen og meddelte dette til Ørkenkolonnen. En time senere, kl. 18.35 (25 minutter efter at Chetwode beordrede Chauvel til at trække sig tilbage), informerede Dobell Ørkenkolonnen og 54. division om, "at han påtænkte at trække hele styrken tilbage over Wadi Ghazze, hvis ikke Gaza snart faldt."
Det er blevet hævdet, at infanteriet var de første, som trak sig tilbage og at, som følge af et nedbrud i kommunikationen, 53. division foretog en fuldstændig og forhastet tilbagetrækning. Denne division havde imidlertid ikke fået besked om 54. divisions flytning og var stadig i stilling. Det var først lige inden kl. 19, at Chetwode ringede til Dallas, chefen for 53. division, for at informere ham om tilbagetrækningen af de beredne tropper og behovet for, at han flyttede sin højre fløj for at fastholde kontakten med 54. division. Dallas troede, at han skulle rykke tilbage til Sheikh Abbas, seks km fra hans højre flanke ved Clay Hill, mens Chetwode mente, at de to divisioner skulle genetablere forbindelsen 1½ km nord for Mansura og ikke meget mere end 1½ km fra 161. brigade (54. division) ved Green Hill. Dallas protesterede og bad i stedet om forstærkninger til at lukke hullet mellem de to divisioner. Denne anmodning blev afslået, og da han tøvede, og bad om tid til at overveje ordren, gav Chetwode ham den mundtlige ordre, i den tro, at 53. division var ved at trække dens højre fløj tilbage for at få forbindelse med 54. division nær Mansura. "Dallas anfører, at han i telefonen havde forklaret udstrækningen af han tilbagetrækning til general Chetwode. Denne hævdede senere, at han ikke forstod sin underordnede således, at han opgav nær så meget område. Under alle omstændigheder hviler ansvaret på Ørkenkolonnens hovedkvarter, da general Dallas havde telegraferet til det om den linje, han ville indtage."
Så sent som kl. 21.12 holdt 53. division stadig Ali Muntar, på hvilket tidspunkt de meddelte Ørkenkolonnen, at de ville være nødt til at trække sig tilbage mod Sheikh Abbas for at være på linje med tilbagetrækningen til højre for dem. Kl. 22.30 udstedte Dallas ordrer til sin 53. division om, at hele styrken skulle trækkes tilbage til en linje, som strakte sig fra hulerne ved Tell el Ujul, nær Wadi Ghuzzeh på venstre fløj gennem et punkt 1½ km nord for Esh Sheluf, og videre til Mansura og Sheikh Abbas, hvilet indebar en tilbagetrækning på 1½ km på Es Sire-højderyggen og 5 km mellem Clay Hill og Mansura. Han meddelte Ørkenkolonnen dette. Kl. 23 var Dobell, som havde kommandoen over Østlige styrke, blevet klar over omfanget af 53. divisions successer. Han fik også opsnappet radiomeddelelser, som var blevet unødvendigt forsinkede, mellem Kress von Kressenstein ved Tel esh Sheria og major Tiller, den tyske kommandant over garnisonen i Gaza, som indikerede garnisonens desperate situation. Dobell beordrede straks Chetwode og Dallas til at grave sig ned på deres nuværende linje og skabe forbindelse fra hans højre til 54. division.

#### Genbesættelser og tilbagetrækninger
Det var næsten midnat, inden Dallas i 53. division opdagede, at 54. division var på vej til nord for Mansura – havde han kendt til denne bevægelse, ville han ikke have opgivet alle de erobrede stillinger. Kl. 5 den 27. marts fandt Chetwode ud af, at 53. division havde opgivet hele sin stilling, og han beordrede dem tilbage til Ali Muntar. Dallas beordrede 160. brigade i 53. division og 161. brigade i 54. division til at trænge frem med stærke patruljer til de stillinger, de havde holdt den foregående aften. Både Green Hill og Ali Muntar blev fundet ubesat og et kompagni af 1/7th Battalion Essex Regiment, (161. brigade) genbesatte Ali Muntar, mens to kompagnier af samme bataljon genbesatte Green Hill. Efter at 2. bataljon af 10. Middlesex Regiment (160. brigade) havde sendt patruljer frem forbi Sheluf, blev 2. bataljon af 4th Royal West Surrey eller 4th Royal West Kent Regiment (160. brigade) beordret til at rykke frem og opnå forbindelse til 161. brigade. Da bataljonen rykkede frem i artilleriformation, kunne de ikke se, at 161. brigade mod nordøst faldt tilbage. I mellemtiden var 1/1st bataljon af Herefordshire Regiment (158. brigade, 53. division) også fået ordre om at genbesætte deres brigades stilling og var under fremrykning, da de også så den 161. brigade trække sig tilbage.
Efter daggry den 27. marts erobrede de første osmanniske genangreb Ali Muntar og en del af Green Hill, men 1/7. bataljon af Essex Regiment, (161. brigade, 54. division), generobrede stillingerne inden de konsoliderede og genetablerede deres poster. I mellemtiden ankom den osmanniske styrke, som havde angrebet 3. lette beredne brigade ved Sheikh Abbas og beskød bagsiden af Dallas' stilling, "inklusiv hans reserver, lægeenheder og transportkameler," men foretog ingen alvorlige angreb mod 54. division, som holdt Burjabye-højderyggen. De fjendtlige artilleribatterier ved Sheikh Abbas beskød alle de stier over Wadi Ghuzzeh, som blev brugt af kameltransportkorpset, som på daværende tidspunkt forsøgte at forsyne de forreste enheder med mad, vand og ammunition. Kl. 8. blev 53. division underlagt Østlige styrke og Dobell modtog en vurdering af situationen fra Dallas kl. 9.15. Denne udtrykte, at hvis de nuværende stillinger som 53. og 54. division indtog skulle holdes, måtte den tyske og osmanniske besættelse af Sheikh Abbas bringes til ophør. Dette blev bekræftet af G. P. Dawnay, brigadegeneral ved generalstaben for Østlige styrke. Dallas foreslog, at Sheikh Abbas nok bedst kunne generobres af Ørkenkolonnen, da 52. division var for langt borte.
Men kl. 8.10 var den beredne Imperiedivision kommet tilbage til Deir el Belah, og den beredne Anzac-division var på vej via Abu Thirig forbi Hill 310, hvor Chauvel mødte Chetwode. Chetwode beordrede, at hestene i begge divisioner skulle have vand og vende tilbage til en stilling nær El Dameita for at støtte et forsøg fra infanteriet på at generobre Ali Muntar. Kl. 8.30, da den beredne Anzac division også kom tilbage til Deir el Belah, overtog Chetwode kommandoen over de to beredne divisioner fra Chauvel. Den beredne Anzac-division vendte tilbage for at gå i stilling nær El Dameita, som den holdt indtil kl. 16, mens 54. division blev i nærheden af Sheikh Abbas og kom i kamp med de osmanniske enheder, som rykkede frem fra Beersheba.
Ali Muntar, som havde været holdt af to bataljoner af Essex regimentet (54. division), blev udsat for kraftige angreb, og kl. 9.30 blev det britiske infanteri tvunget til at trække sig tilbage efter at have lidt alvorlige tab. De faldt tilbage til Green Hill, hvor de blev omtrent omringet, men fik trukket sig tilbage til en linje syd for Ali Muntar halvvejs mellem denne bakke og Sheluf. Efter først at have meddelt det til Murray, udstedte Dobell kl. 16.30 ordrer om tilbagetrækning til venstre bred af Wadi Ghuzzeh til 53. og 54. division, som var under kommando af Dallas. Denne tilbagetrækning, som begyndte kl. 19, blev afsluttet uden indblanding fra den osmanniske armé. En luftrekognoscering om morgenen den 28. marts rapporterede, at der ikke var nogen osmanniske enheder inden for skudafstand af de britiske kanoner. ingen storstilede angreb blev indledt af nogen af siderne, men meget aktive luftbombardement og artilleridueller fortsatte et stykke tid.

### Tab
De britiske tab lå på 4.000: 523 døde, 2.932 sårede og over 512 savnede, heriblandt de 5 officerer og 241 andre, som det vides blev taget til fange. Disse var hovedsagelig fra den 53. division og 161. brigade i 54. division.
De osmanniske styrkers tab var i alt 2.447. Heraf blev 16 tyskere og østrigere dræbt eller såret, 41 meldtes savnede. 1.370 osmanniske soldater blev dræbt eller såret, og 1.020 savnedes. Ifølge Cemal Pasha var de osmanniske tab på under 300 døde, 750 sårede og 600 savnede. Den beredne Anzac-division havde 6 døde, 43 eller 46 sårede og 2 savnede, mens Imperial Mounted Division led et tab på 37.

## Efterspil
Både Murray og Dobell skildrede slaget som en succes. Murray sendte følgende meddelelse til krigsministeriet den 28. marts: "Vi har rykket vore tropper 25 km frem fra Rafah til Wadi Ghuzzee, 8 km vest for Gaza, for at dække bygningen af jernbanen. Den 26. og 27. marts var vi involveret i svære kampe øst for Gaza med en fjendtlig styrke på omkring 20.000. Vi påførte fjenden meget svære tab ... Alle tropper opførte sig fremragende." Og Dobell skrev:
 Denne handling har haft det resultat, at den bragte fjenden til kamp, og han vil nu utvivlsomt stå fast med al sin styrke og kæmpe mod os, når vi er klar til at angribe. Det har også givet vore tropper en mulighed for at vise de fremragende kampevner de rummer. Hvad angår alle grader, blandt de tropper som var involveret, var det en strålende sejr, og havde den tidlige del af dagen forløbet normalt ville sejren havde været i hus. To timer mere med dagslys ville have været nok til at afslutte arbejdet, som tropperne så storslået udførte efter en periode med alvorlige prøvelser og lange marcher, og overfor det mest indædte forsvar.

 — General Dobell, Østlige styrke
Den britiske presse beskrev slaget som en succes, men et osmannisk fly nedkastede en meddelelse, som lød: "I slog os i kommunikéer, men vi slog jer ved Gaza." Dallas, lederen af 53. division, tog sin afsked efter slaget på grund af et "nedbrud i sundhed." Vurderet efter Vestfront-målestok var nederlaget lille og ikke særligt kostbart. Murrays offensivkraft var ikke blevet påvirket i større grad og forberedelser til en fornyelse af offensiven kom hurtigt i gang. Det andet slag om Gaza begyndte den 17. april 1917.